# Nelson Silverio
Nelson A. Silverio Sánchez (nacido el 5 de noviembre de 1964 en Santiago) es un expreparador de la Liga Mayor de Béisbol, además exjugador y mánager de ligas menores. Silverio fue preparador de los Mets de Nueva York en 2004. Pasó nueve temporadas como jugador de ligas menores en el sistema de los Atléticos de Oakland y los Padres de San Diego, desempeñándose como receptor. Desde su temporada de preparador con los Mets, Silverio pasó varias temporadas como instructor de bateo para varios de los equipos de ligas menores de los Mets. Silverio es hijo de Tom Silverio, quien fue un destacado jardinero de los Angelinos de Anaheim desde 1970 hasta 1972. Tiene 3 hijas llamadas Yadynel Silverio y Thammy Silverio Y Solarah Abigail Silverio.
En la Liga Dominicana jugó para las Águilas Cibaeñas, donde se desempeña como ejecutivo actualmente y también fue gerente general de los Gigantes del Cibao.